# El Llano (Mèxic)
El Llano és un municipi de l'estat d'Aguascalientes. Palo Alto és el cap de municipi i principal centre de població d'aquesta municipalitat. Aquest municipi és a la part nord-oriental de l'estat d'Aguascalientes. Limita al nord amb els municipis de San Fransisco de los Romo i Zacatecas, al sud amb l'estat de Jalisco, a l'est amb Aguascalientes, l'oest i a l'est amb Zacatecas. L'origen del nom es deu a la seva estructura i característiques geogràfiques, que ho assemblen a una vall o pla.